# Tandla
Tandla är en gård och före detta by i Husby-Rekarne socken, Eskilstuna kommun.
Byn omtalas i skriftliga handlingar första gången 1316. och ägdes under 1300-talet och 1400-talet av Tandlaätten, som i efterhand getts namn från gården. Byn omfattade fem mantal, och hamnade i början av 1800-talet under Biby som slog samman gårdarna i byn till en arrendegård. Flera av byggnaderna på de övriga gårdarna flyttades ut på ägorna som torp. Huvudbyggnaden vid Tandla gård består av en gulputsad byggnad om en och en halv våning med brutet tak och veranda. Den uppfördes under 1700-talet. Under 1800-talet tillkom en flygel. Bland ekonomibyggnaderna som ligger söder om mangården nedanför kullen med den gamla bytomten märks ett stort timrat magasin med gavelsvale från 1800-talet samt en arbetarbostad med fyra lägenheter från 1901.
Bland torpen på ägorna märks Boholmsstugan, Karlberg, Lilla Näs, Sofieberg, Larshem, Ulriksdal och Fliten. Familjen Celsing som ägde Biby hade varit diplomater i Turkiet vilket avspeglar sig i flera torpnamn bland annat Demotika, Pera, Galat och Konstantinopel.